# Konsulat Generalny Rzeczypospolitej Polskiej w Hosziminie
Konsulat Generalny Rzeczypospolitej Polskiej w Hosziminie, Konsulat Generalny Rzeczypospolitej Polskiej w Ho Chi Minh (wiet. Tổng Lãnh Sự Quán Cộng Hòa Ba Lan) – polska misja konsularna w największym mieście Wietnamu, istniejąca od ok. 1975 do 31 sierpnia 2008.
Okręg konsularny placówki obejmował Wielkie Miasto Ho Chi Minh.

## Kierownicy placówki
- 1991–1992 – Józef Rokosik
- 1996–2001? – Izabela Zdziech
- 2004 – Tomasz Rogowski[6]
- 2005–2008 – Przemysław Jenke[7]